# SELENOS
SELENOS (англ. Selenoprotein S) – білок, який кодується однойменним геном, розташованим у людей на короткому плечі 15-ї хромосоми. Довжина поліпептидного ланцюга білка становить 189 амінокислот, а молекулярна маса — 21 163.
| 10         |  | 20         |  | 30         |  | 40         |  | 50         |
| ---------- |  | ---------- |  | ---------- |  | ---------- |  | ---------- |
| MERQEESLSA |  | RPALETEGLR |  | FLHTTVGSLL |  | ATYGWYIVFS |  | CILLYVVFQK |
| LSARLRALRQ |  | RQLDRAAAAV |  | EPDVVVKRQE |  | ALAAARLKMQ |  | EELNAQVEKH |
| KEKLKQLEEE |  | KRRQKIEMWD |  | SMQEGKSYKG |  | NAKKPQEEDS |  | PGPSTSSVLK |
| RKSDRKPLRG |  | GGYNPLSGEG |  | GGACSWRPGR |  | RGPSSGGG   |  |            |

A: Аланін

C: Цистеїн

D: Аспарагінова кислота

E: Глутамінова кислота

F: Фенілаланін

G: Гліцин

G: UГліцин

H: Гістидин

I: Ізолейцин

K: Лізин

L: Лейцин

M: Метіонін

N: Аспарагін

P: Пролін

Q: Глутамін

R: Аргінін

S: Серин

T: Треонін

V: Валін

W: Триптофан

Кодований геном білок за функцією належить до фосфопротеїнів. 
Локалізований у цитоплазмі, мембрані, ендоплазматичному ретикулумі.